# Le Ménil-Broût
Le Ménil-Broût ist eine Gemeinde im französischen Département Orne in der Normandie. Sie gehört zum Arrondissement Alençon und zum Kanton Écouves. 
Die Gemeinde Le Ménil-Broût liegt an der oberen Sarthe, elf Kilometer ostnordöstlich von Alençon. Nachbargemeinden sind Neuilly-le-Bisson im Nordwesten, Les Ventes-de-Bourse im Nordosten, Villeneuve-en-Perseigne im Osten und Süden sowie Hauterive im Westen.

## Bevölkerungsentwicklung
| Jahr      | 1962 | 1968 | 1975 | 1982 | 1990 | 1999 | 2008 | 2018 |
| --------- | ---- | ---- | ---- | ---- | ---- | ---- | ---- | ---- |
| Einwohner | 132  | 113  | 143  | 135  | 159  | 181  | 180  | 168  |

## Sehenswürdigkeiten
- Kirche Sainte-Madeleine
- Kriegerdenkmal